# Навколосвітній туризм
Навколосві́тній тури́зм (туризм країнами світу) — форма багатоетапного туризму, де туристами відвідуються декілька країн під час однієї навколосвітньої подорожі.
У 1882 році відбулася перша горизонтальна туристична навколосвітня подорож, очолювана та організована Томасом Куком. Саме з його іменем і пов'язана дата 1841 — рік початку розвитку сучасного туризму, коли він організував першу туристську поїздку для 570 членів товариства тверезості з Великої Британії Лестера до Лафборо.
Інші британські мандрівники Ранульф Файннс і Чарлз Бертон здійснили вертикальну навколосвітню подорож — «Трансглобальну експедицію», обігнувши нашу планету у меридіанному напрямі — через її полюси. 2 вересня 1978 року вони вирушили з гирла річки Темзи на невеличкому судні «Бенджамін Броурінг» і взяли курс на південь. Вони пройшли частину суходолу територіями Франції, Іспанії, перетнули усю Африку, включаючи Сахару. Потім мандрівники пройшли Антарктиду. Після цього перетнули Тихий океан, Аляску, досягли Північного полюса, дрейфували на крижині і, пересівши на «Бенджамін Броурінг», досягли берегів Великої Британії у 1982 році.